# Ducherow (stacja kolejowa)
Ducherow – stacja kolejowa w Ducherow, w kraju związkowym Meklemburgia-Pomorze Przednie, w Niemczech.

## Historia
Ducherow został włączony do sieci kolejowej 16 marca 1863 roku wraz z otwarciem linii kolejowej z Angermünde do Anklamu. Dworzec początkowo zaprojektowany jako prosty przystanek, został rozbudowany przy okazji budowy linii kolejowej do Świnoujścia w 1876 roku. Oprócz peronu przy budynku dworca został wybudowany drugi peron wyspowy. Oba perony zostały połączone za pomocą tunelu dla pieszych.
28 kwietnia 1945 wycofujące się wojska niemieckie wysadziły przęsło mostu w Karnin, ruch pociągów na wyspę Uznam stał się nie możliwy. Ruch na stacji wrócił do stanu sprzed 1876 roku i został zredukowany jedynie do relacji Angermünde–Stralsund. W związku ze spadkiem znaczenia stacji jej wyposażenie nie mogło być w pełni wykorzystane i zostało częściowo usunięte. Finalnie niemal całkowicie zdemontowano tory kolejowe i zastąpiono je dwoma nowymi peronami bez zadaszeń w 2005 roku.

## Połączenia
Na stacji zatrzymują się wyłącznie pociągi kategorii Regional-Express, kursujące w takcie dwugodzinnym w kierunku Stralsund oraz Berlina i Elsterwerdy.
| Linia | Operator         | Przebieg | Takt    |
| ----- | ---------------- | --- | ------- |
| RE 3  | DB Regio Nordost | Stralsund Hbf – Greifswald – Züssow – Anklam – Ducherow – Pasewalk – Prenzlau – Angermünde – Eberswalde Hbf – Bernau (b Berlin) – Berlin-Gesundbrunnen – Berlin Hbf – Berlin Südkreuz – Zossen – Doberlug-Kirchhain – Elsterwerda | 120 min |